# Faustas Latėnas

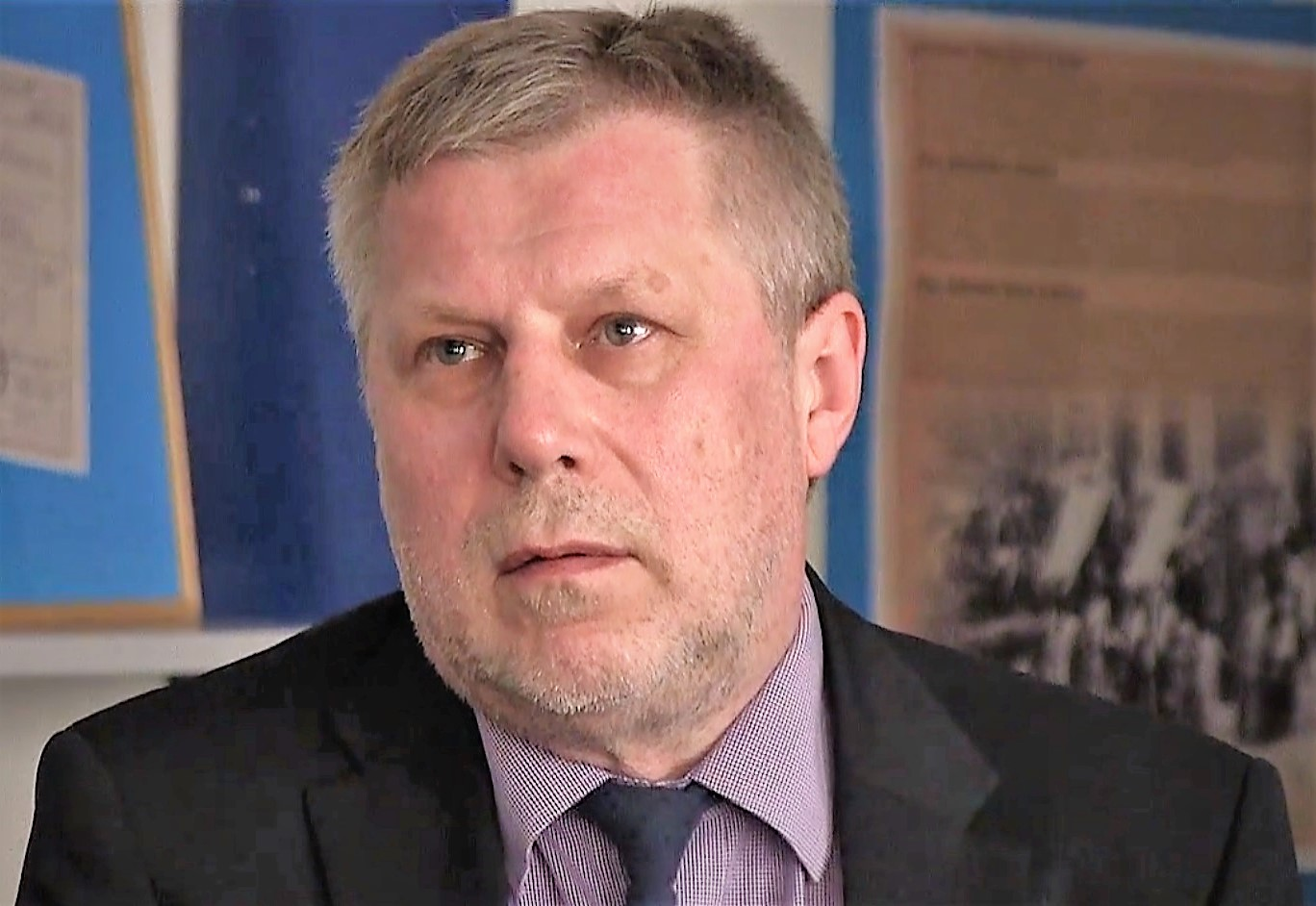
Faustas Latėnas, 2016

Faustas Latėnas (* 16. Mai 1956 in Dusetos, Rajongemeinde Zarasai; † 3. November 2020 in Vilnius) war ein litauischer Komponist und Politiker.

## Leben
Er absolvierte acht Klassen an der Mittelschule Zarasai, 1975 das Juozas-Gruodis-Konservatorium Kaunas und 1980 das Studium der Komposition am Lietuvos valstybinė konservatorija. Er war Student beim   namhaften litauischen Komponisten Eduardas Balsys, dessen Liebe zum lateinamerikanischen Tanz, zu Tango, Habanera und Samba er auch für sich entdeckte.
Von 1979 bis 1990 war er Musikleiter des Puppenspieltheaters Vilnius, von 1990 bis 1991 Direktor, von 1995 bis 1996 Direktor des LNADT-Theaters. Daneben war er beständig als Komponist tätig, schrieb unter anderem viele Theater- und Filmmusiken. Sein Anfang der 1980er Jahre veröffentlichtes „Musa memoria“ für Tonband, ließ geistig gestörte Patienten Termini aus medizinischen Fachbüchern vorlesen. Für Latėnas war dieses Stück ein „Protest gegen die Absurdität des täglichen Lebens, gegen Pseudo-Ideen und ein Ausdruck angestauter persönlicher Frustration“.
1996, 2005 und  2013 war er Vizeminister für Kultur (im Kabinett Butkevičius). Er war Berater der Litauischen Regierung und Kulturattaché der Litauischen Botschaft in Russland. Von 1999 bis 2005 arbeitete er als Berater des litauischen Premierministers für kulturelle Angelegenheiten. Er wurde am Friedhof Antakalnis bestattet.

## Quelle
- 2008 m. Biografie (Memento vom 3. November 2013 im Internet Archive)